# Экономика Котласа

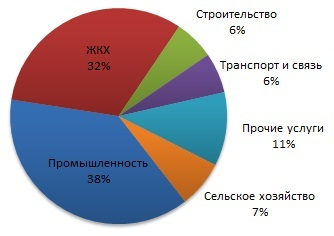
Выпуск товаров и услуг собственного производства крупными и средними предприятиями МО «Котлас», 2009 год

Экономическое развитие Котласа определяется в первую очередь его расположением. Котлас расположен на пересечении железнодорожных, водных и автомобильных путей, соединяющих регионы центральной России, Русский Север, Урал и Сибирь.
На 1 января 2011 года количество зарегистрированных на территории муниципального образования предприятий и организаций достигло 1251, увеличившись за 2010 год на 44 единицы.

## Транспорт
Транспортная сфера Котласа представлена в основном железнодорожным и автомобильным транспортом, воздушный и водный транспорт представлены в меньшей степени.
Объёмы и динамика грузовых и пассажирских перевозок транспортом общего пользования:
| Тип транспорта  | Перевозка грузов, тыс. тонн | Перевозка грузов, тыс. тонн | Грузооборот, млн. тонн-км | Грузооборот, млн. тонн-км | Перевозка пассажиров, тыс. чел. | Перевозка пассажиров, тыс. чел. | Пассажирооборот, млн. пассажирокм | Пассажирооборот, млн. пассажирокм |
| Тип транспорта  | 2009                        | Изменение (к 2008)          | 2009                      | Изменение (к 2008)        | 2009                            | Изменение (к 2008)              | 2009                              | Изменение (к 2008)                |
| --------------- | --------------------------- | --------------------------- | ------------------------- | ------------------------- | ------------------------------- | ------------------------------- | --------------------------------- | --------------------------------- |
| Железнодорожный | 4109,4                      | −31,4 %                     | 9066,1                    | −25,7 %                   | 1659,7                          | −14,0 %                         | 911,2                             | −7,3 %                            |
| Автомобильный   | 87,9                        | −25,8 %                     | 1,6                       | −23,8 %                   | 3 103,0                         | −7,3 %                          | 23,1                              | −58,3 %                           |
| Водный          | 1,5                         | +400 %                      | 1,6                       | -                         |                                 |                                 |                                   |                                   |

В 2010 году грузооборот составил 10 436,5 млн тонн-км (+15 % к 2009 году), перевозка грузов уменьшилась на 0,6 %. Перевозки пассажиров увеличились на 29,3 %, пассажирооборот вырос на 0,2 %, в том числе пассажирооборот автомобильного транспорта составил 47,8 млн пассажирокм.

### Железнодорожный транспорт

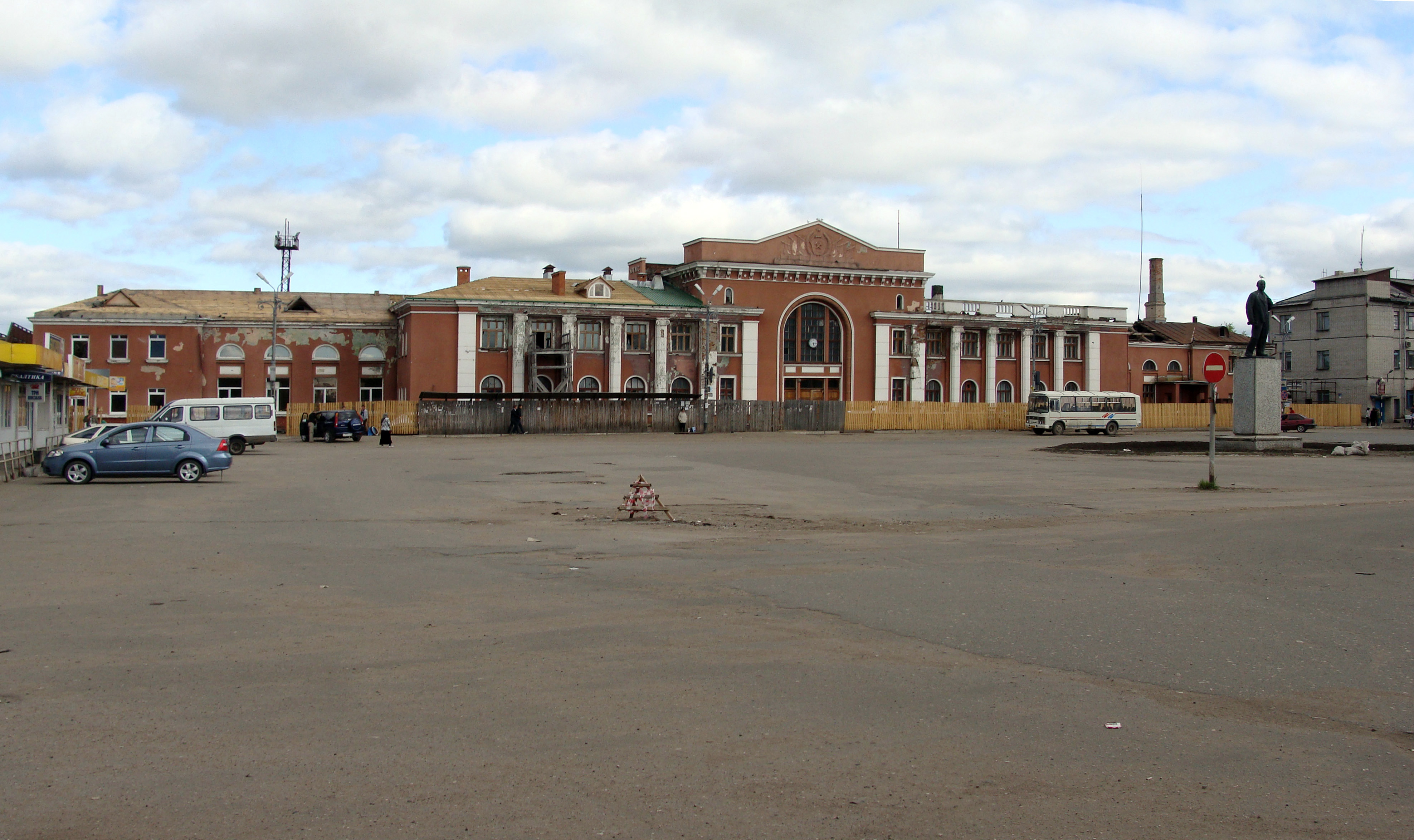
Вокзал станции «Котлас Южный»

Котлас — важный железнодорожный узел, здесь пересекаются направления Москва — Воркута, Котлас — Киров — Пермь. Железная дорога и связанные с ней предприятия составляют основу экономики Котласа. Эта отрасль приносит 35 % всех поступлений в бюджет муниципального образования. В сфере железнодорожного транспорта есть постоянный спрос на квалифицированные кадры, а зарплаты выше, чем в среднем по городу.
- Сольвычегодское отделение Северной железной дороги расположено в посёлке Вычегодский. На предприятиях отделения (локомотивное и вагонное ремонтное депо, Котласская дирекция по обслуживанию пассажиров, цех по ремонту путевой техники и т. п.) работают около 12 000 человек[2].

В Котласе расположены железнодорожные станции «Котлас Южный», «Котлас Северный», «Котлас Узловой», «Вычегда», «Лименда», «Заовражье» в Вычегодском — «Сольвычегодск» и «Пырский». На основном пассажирском вокзале на станции «Котлас Южный» ведутся ремонтные работы, которые должны завершиться к 2012 году.
В 2009 году основной объём грузоперевозок железнодорожного транспорта пришёлся на лесные грузы (53,8 %), нефтепродукты (18,3 %), бумагу (13,2 %). Объёмы грузоперевозок в период с 2007 по 2009 год уменьшились на 42 %. Наиболее сильно сократились перевозки нефтепродуктов. В первую очередь это связано с изменением способа транспортировки нефтепродуктов на перекачивающей станции в посёлке Приводино Котласского района в пользу трубопровода Ямал — Европа.
Пассажирские перевозки осуществляются в ближнем и дальнем сообщении. Поезда дальнего следования связывают Котлас с Москвой, Санкт-Петербургом, Архангельском, Вологдой, Кировом, Нижним Новгородом. После открытия в 2001 году моста через Северную Двину пригородные перевозки сокращаются, уступая место автомобильным.

### Автомобильный транспорт
Благодаря строительству в 2001 году моста через Северную Двину Котлас получил выход на автодорогу Р157, проходящую по левому берегу реки и связь по автодороге с Архангельском, Вологдой, Кировом и другими городами. В городе развиваются грузоперевозки, автобусное сообщение с населёнными пунктами на левом берегу Северной Двины заменяет железнодорожное и водное.
В связи с увеличением количества транзитного автомобильного транспорта важное значение приобрели вопросы содержания и ремонта муниципальных дорог. Существенным ограничителем для дальнейшего экономического развития Котласа является его транспортная система. Для неё характерны низкая скорость передвижения, дефицит пропускной способности, наличие большого числа узких мест, плохая система организации движения, неразвитость транспортных путей. Наиболее острой проблемой является низкая пропускная способность путепровода через железнодорожные пути, который соединяет центральную часть города с приречным районом. Общая протяженность дорог на территории МО «Котлас» составляет 166,96 км, из них дорог с усовершенствованным покрытием — 71,671 км.
На начало 2008 года соотношение единиц автотранспорта и жителей МО «Котлас» составляло 1:2,5 без учёта транзитного и гостевого автотранспорта. В среднем парк транспортных средств ежегодно увеличивается более чем на 1000 единиц. Одновременно происходит обновление: в период с конца 2002 по конец 2008 года доля транспортных средств со сроком эксплуатации более 10 лет уменьшилась с 64 % до 39 %.
- Котласское пассажирское автотранспортное предприятие в 2010 году проходило процедуру банкротства. В отсутствие крупного автотранспортного предприятия пассажирские перевозки в городе осуществляются предприятиями малого бизнеса.

### Воздушный и водный транспорт
- Аэропорт Котлас принимает воздушные суда Ан-24, Ан-26, Ан-30, Як-40 и классом ниже, а также вертолёты всех типов. С июля 2004 аэропорт принадлежит ОАО «Аэросервис» и арендован ОАО «Авиакомпания „Трансавиация-Гарантия“». Из аэропорта осуществляются пассажирские перевозки до Архангельска, чартерные, транзитные рейсы, полёты санитарной и противопожарной авиации, аэронавигация.
- Котласский порт является подразделением Северного речного пароходства.

Администрация области рассматривает возможность восстановления пассажирских перевозок по Северной Двине от Котласа до Архангельска. Также перспективно развитие туристического водного маршрута Сольвычегодск — Котлас — Великий Устюг. Но для возобновления речного сообщения необходима подготовка русла реки и строительство гидротехнических сооружений.

## Промышленность
Доля промышленности в отраслевой структуре экономики Котласа составляет 16 %. Большинство предприятий советского периода сумели сохранить свой профиль при переходе на рыночную экономику. Исключение составили мясокомбинат, после банкротства проданный по частям, и хлебокомбинат, который оказался слишком велик для современных условий. Вероятно, избежать других банкротств помогло вмешательство местной администрации, контролировавшей все процедуры банкротства и назначение управляющих и помогавшей в поиске инвесторов. Тем не менее, некоторые предприятия сократили объёмы и ассортимент производства.
Строительство моста через Северную Двину в 2001 году с одной стороны послужило толчком к развитию промышленности и увеличению объёмов производства, с другой — увеличило конкуренцию, приведя на котласский рынок товары из других городов.
Серьёзная проблема для экономики Котласа — отсутствие в городе производства электроэнергии. Городской округ получает электричество от ТЭЦ в Северодвинске, Архангельске и Коряжме, цена на электроэнергию в районе на 80 % выше, чем в соседних регионах.
Основные сферы промышленности Котласа (2008 год): машиностроение и металлообработка (49 %), лесная и деревообрабатывающая промышленность (22 %), пищевая (16 %).
В 2010 году объём отгруженных товаров собственного производства, выполненных работ и услуг крупными и средними предприятиями обрабатывающей промышленности составил 866,2 млн руб (+ 12 % к 2009 году).

### Машиностроение и металлообработка

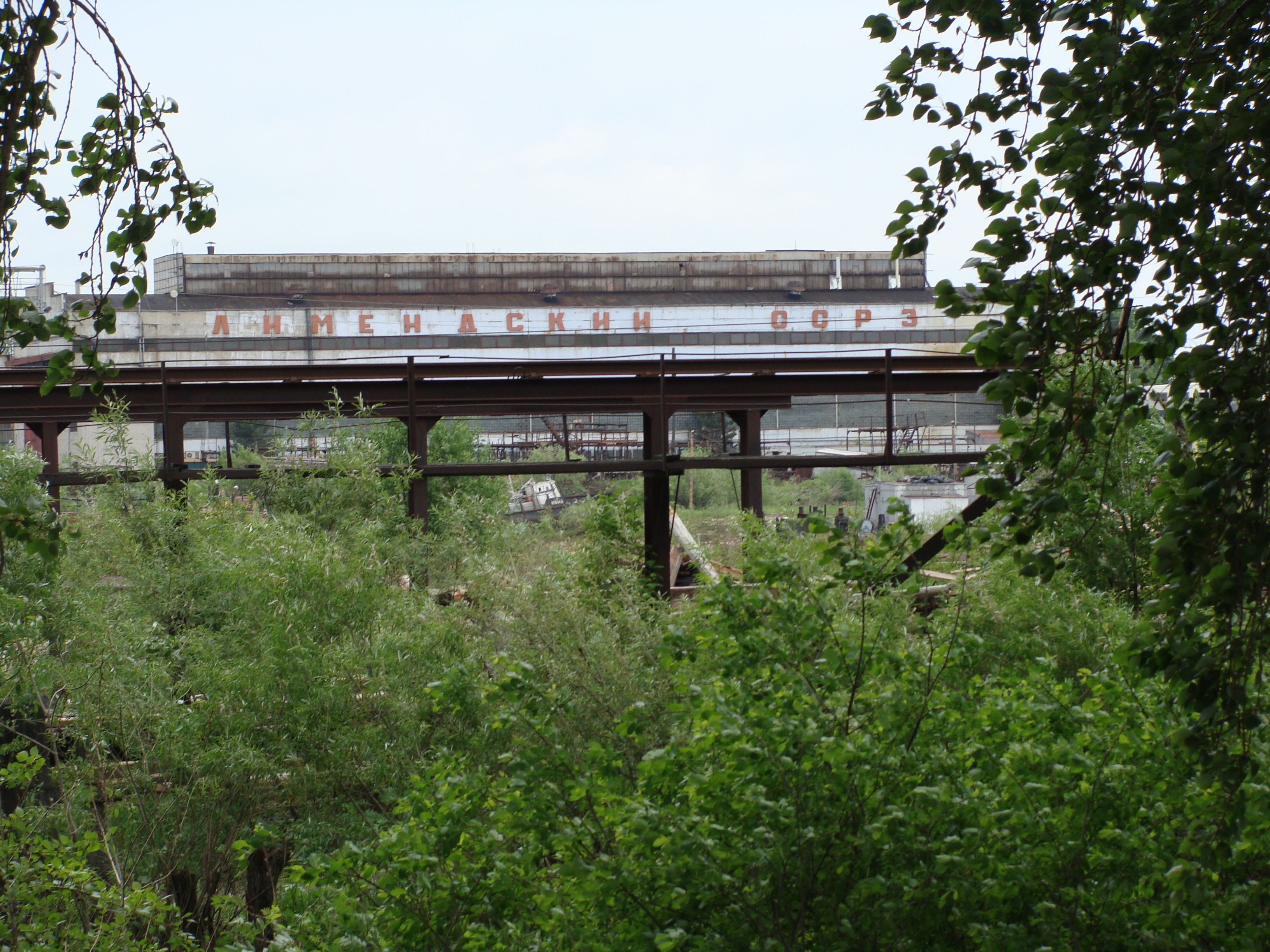
«Лимендский судостроительно-судоремонтный завод»

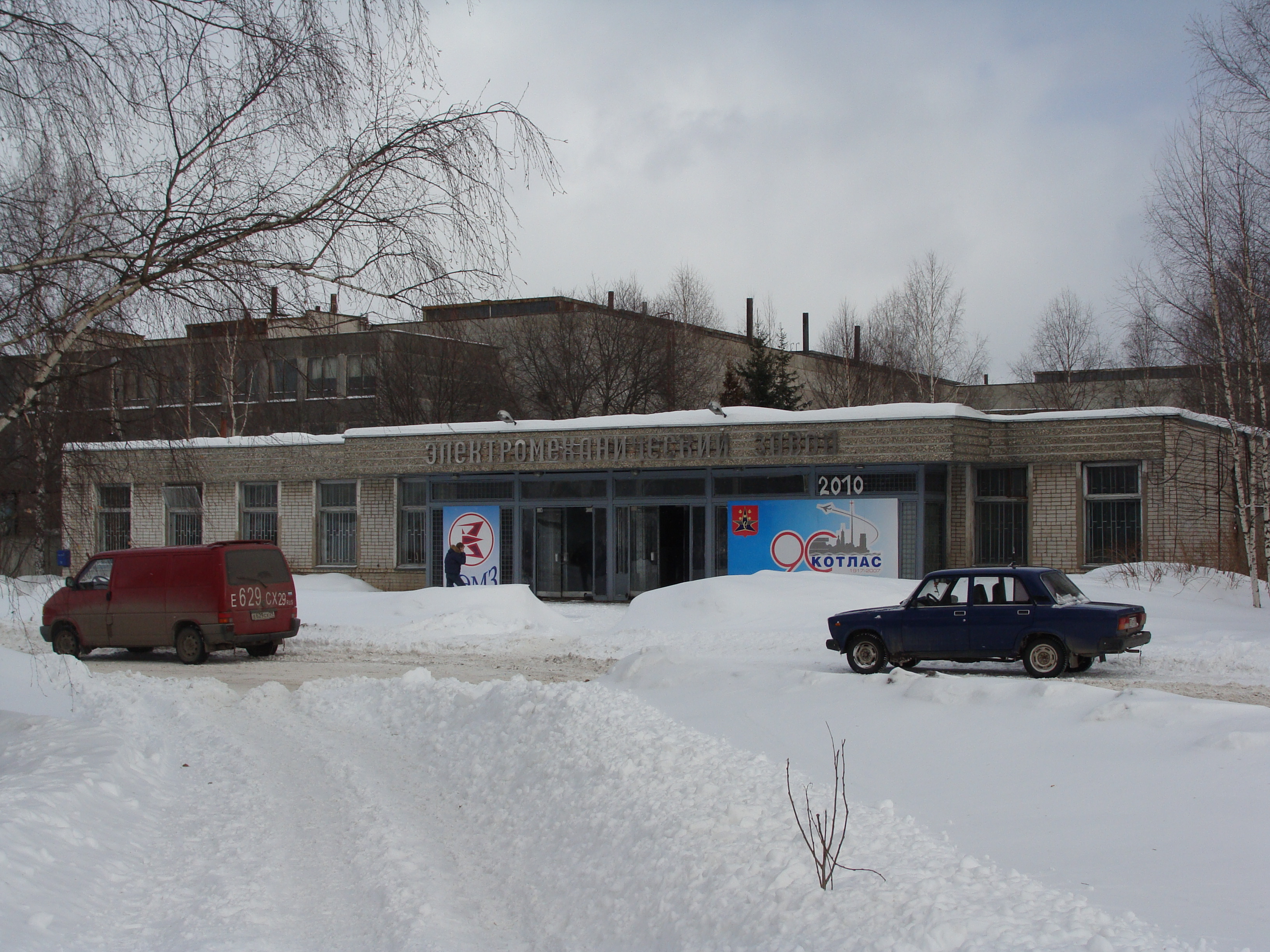
Котласский электромеханический завод

Машиностроительный комплекс Котласа представлен двумя основными предприятиями:
- ОАО «Лимендский судостроительно-судоремонтный завод» (Лимендский ССРЗ) был основан в 1915 году. Он специализируется на производстве барж и буксиров, мостовых конструкций, различного оборудования для водного транспорта. Завод имеет железнодорожную ветку до станции Вычегда, а водными путями через Северную Двину и Сухону имеет выход в Балтийское море и Волжский бассейн[8]. В октябре 2009 года из состава акционеров ОАО «Лимендский ССРЗ» вышло ОАО «Северное речное пароходство», в 2010 году на предприятии проходила реорганизация[9]. Для взыскания долга по выплате заработной платы судебными приставами было арестовано имущество предприятия, Котласской межрайонной прокуратурой были выявлены нарушения в создании дочерного юридического лица, на которое были переведены основные средства[10]. К началу 2011 года долг сократился, ситуация на заводе контролируется министерством промышленности, транспорта и связи области[11].
- ОАО «Котласский электромеханический завод» (КЭМЗ; до 2010 года — ФГУП КЭМЗ) построен в 1970-х годах. Первоначально он специализировался на производстве неснаряженных твердотопливных ракетных двигателей. С 1992 года на заводе производятся металлопластиковые баллоны высокого давления для хранения сжатых газов и жидкостей, применяемые в авиации, для пожаротушения и т. д. С 1993 года завод начал выпуск деревообрабатывающих станков, запасных частей и агрегатов, производство мебели[8]. Несмотря на получение в 2009 году государственного оборонного заказа на производство баллонов, производственные мощности завода загружены только на 20 %. В 2010 году КЭМЗ был преобразован из государственного унитарного предприятия в открытое акционерное общество, 100 % акций которого передаётся корпорации «Ростехнологии»[9].

### Лесная промышленность
- ООО «Котласский лесопильно-деревообрабатывающий комбинат» основан в 1999 году. Производит пиломатериалы, технологическую щепу для целлюлозно-бумажной промышленности, стройматериалы, дверные блоки; осваивает глубокую переработку древесины — начат выпуск мебельного щита, при нахождении рынков сбыта предприятие готово приступить к производству мебели. До 90 % продукции комбината идёт на экспорт в Данию, Францию и Польшу.

Деревообработкой занимаются также частные предприниматели. В 2008 году производство всех видов продукции лесопромышленного комплекса уменьшилось более чем в 2 раза по сравнению с 2007 годом, в 2009 году оно значительно увеличилось, но ещё не достигло уровня 2007 года.

### Пищевая промышленность
В 2009 году объём производства крупных и средних предприятий пищевой промышленности составил 11,4 % от общего объема промышленной продукции. Объёмы выпуска крупных предприятий постоянно сокращаются из-за развития малого бизнеса. Сырьё для пищевой промышленности поставляется сельскохозяйственными предприятиями как Котласского района, так и других регионов России.

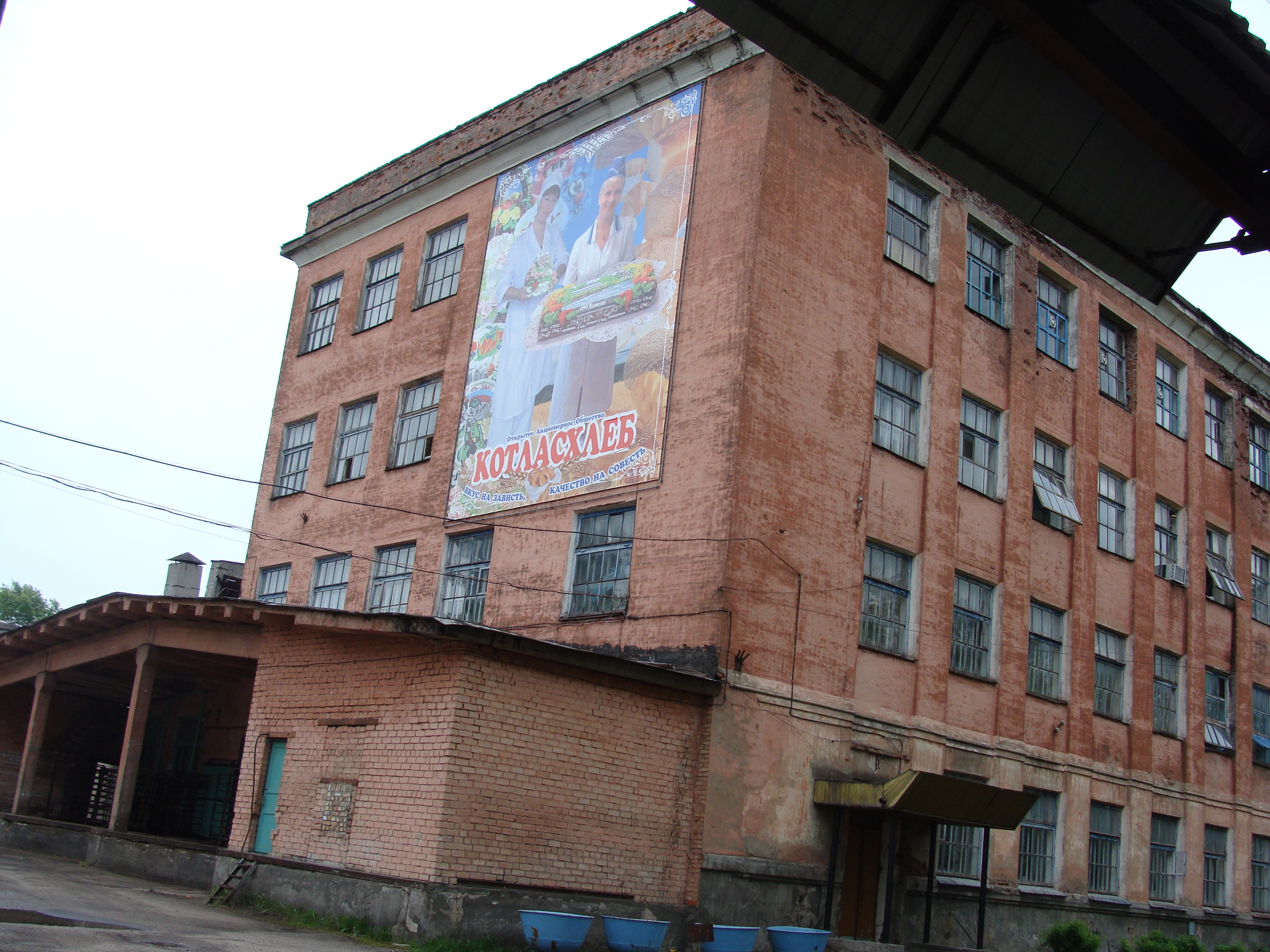
Котласский хлебокомбинат

- ОАО «Котласхлеб» основано в 1980 году и акционировано в 2006. Компания владеет двумя хлебозаводами — в Котласе и Коряжме и производит хлеб, хлебобулочные, кондитерские и макаронные изделия[13]. Объёмы производства снижаются ежегодно на 10 % из-за ограниченности рынков сбыта, конкуренции с открывающимися в городе мини-пекарнями и кондитерскими цехами, устареванием оборудования. В 2010 году Федеральное агентство по управлению федеральным имуществом, владевшее 100 % акций ОАО «Котласхлеб», приняло решение о приватизации предприятия и 13 сентября 2010 года пакет акций был продан ООО «Либер» за 22,7 млн руб[14].

- ОАО «Котлас-молоко» производит цельномолочную продукцию, масло, сыр, нежирную молочную продукцию, сухое и обезжиренное молоко. В 2007 году определением Арбитражного суда Архангельской области на предприятии введена процедура наблюдения, назначен временный управляющий, в 2008 году «Котлас-молоко» признано банкротом, открыто конкурсное производство. Имущество предпрриятия выставлено на торги для покрытия задолженности[15].

- ЗАО «Пищекомплекс „Котласский“» (до 2004 года — ГОУП «Пищекомплекс „Котласский“») основан в 1968 году[8]. Производит пиво, минеральную воду, безалкогольные напитки. В 1990-е годы в Коряжме был построен майонезный цех и начато строительство кондитерской фабрики, расширялся ассортимент продукции. В начале 2000-х годов из-за отсутствия финансирования из федерального бюджета строительство было остановлено, пищекомплекс накопил долг по заработной плате, в 2003 году начата процедура банкротства, летом 2004 года имущество предприятия было выставлено на торги[16]. Производственные мощности в Котласе приобрела структура одного из московских банков, на их основе было образовано ЗАО «Пищекомплекс „Котласский“», продолжившее выпуск напитков[17].

- Мясная компания «Стрела» (ИП О. В. Тюкавина) основана в 1998 году. Производит колбасные изделия, полуфабрикаты. Продукция поступает на рынки Северо-Западного и Центрального округов России[18].

- ОАО «Котласский мелькомбинат» образовано в 2001 году на базе ФГУП «Котласский комбинат хлебопродуктов». Производственные мощности: элеватор и мельница-цех по выработке муки и продуктов переработки зерна, комбикормовой цех[8]. До 2004 года входил в холдинг «Русагрокапитал», сейчас принадлежит банковской ассоциации из Санкт-Петербурга[19].

### Энергетика
Цены на электрическую и тепловую энергию в Архангельской области — одни из самых высоких в России.
В Котласе отсутствует собственное производство электроэнергии. В Котласском энергоузле нагрузка покрывается электростанциями Филиала Группы Илим в г.Коряжме, ОАО "Комиэнерго" и за счет перетока из ОЭС Центра по ВЛ-220 кВ "Явенга-Коноша", "Харовск-Коноша". Электростанции Филиала Группы Илим обеспечивают выдачу в энергосистему от 5 до 30 МВт и принимают небольшое участие в покрытии максимума нагрузки, при постоянном наличии вращающегося резерва около 30 МВт. ОАО "Комиэнерго" выдает в Котласский энергоузел 20…40 МВт в летнее время и от -10 до +50 МВт в зимнее время, причём ночная выдача часто превышает дневную.
В городе действуют 4 подстанции: «Котлас» (снабжает центр города), «Лименда», подстанции «Федеральной сетевой компании ЕЭС» (микрорайон ДОК) и «Котласского электромеханического завода». При существующих темпах строительства их мощностей хватит ещё на 5 лет. Запланирована реконструкция подстанции «Котлас», строительство новой подстанции для Южного микрорайона и воздушной линии «Коноша — Вельск — Шангалы — Кизема — Заовражье» напряжением 220 кВ.
Цена на электроэнергию в районе на 80 % выше, чем в соседних регионах.
Основное предприятие в области теплоснабжения — муниципальное предприятие «Объединение котельных и
тепловых котельных». В его состав входит 15 котельных (12 природном газе, 3 — на твёрдом топливе), основные потребители — население (77 %) и бюджетные потребители (17 %).

## Сельское хозяйство
В 2010 году на территории городского округа было произведено продукции на сумму 312,8 млн руб, что на 2 % меньше, чем в 2009 году.
- ОАО «Котласская птицефабрика» — крупнейшее сельскохозяйственное предприятие муниципального образования — расположено в посёлке Вычегодский. Оно было основано в 1975 году. После смены собственника в 2005 году на фабрике постоянно идёт модернизация[21]. Основной продукт прицефабрики — куриное яйцо и яичный порошок, побочные — куриное мясо, фарш и субпродукты. Производственные мощности рассчитаны на 100 млн яиц в год, с 2007 по 2009 производство яиц выросло на 41 % и достигло уровня 75 млн яиц, что составляет треть всего производства Архангельской области[22]. Продукция также поступает на рынки Вологодской и Кировской областей, Республики Коми[23]. В 2010 году производство яиц в муниципальном образовании выросло на 0,7 %.

Посевная площадь сельскохозяйственных культур в 2010 году составила 134 га (на 1,5 % меньше показателя 2009 года).

## Строительство

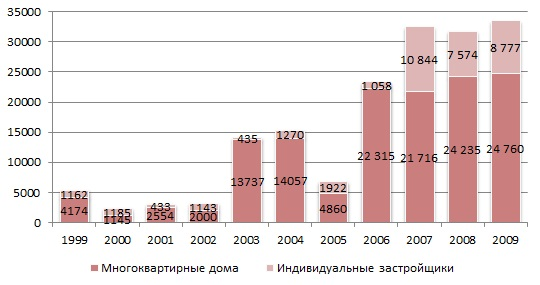
Ввод жилой недвижимости на территории МО «Котлас», м²

6 % производства приходится на строительство. В послеперестроечные годы после прекращения финансирования строительства жилья из федерального и ведомственных бюджетов эта сфера производства в Котласе практически сошла на нет. В 2000-х годах объёмы производства резко увеличились, так, за 2007 год они выросли на 38 %.
На территории муниципального образования действует более 100 строительных организаций, в том числе муниципальное предприятие «Котласпроект», ООО «СтройМакс», ООО «Север-Булгар-Сервис», ООО «СТВ», ООО «Строительно-монтажное предприятие».
Основной объём строительства приходится на возведение жилья. Строящиеся квартиры пользуются спросом у горожан и привлекают в город военнослужащих в запасе, реализующих жилищные сертификаты. Большая часть строительства ведётся на средства частных инвесторов. Растёт заинтересованность населения в
ипотечных программах.
На протяжении нескольких лет Котлас занимает первое место по вводу жилой недвижимости на душу населения среди всех муниципальных образований Архангельской области. В период с 2007 по 2009 год на территории муниципального образования вводится около 30 тыс. м² жилья в год. В 2009 году на долю Котласа приходилось 13 % всей построенной жилой недвижимости Архангельской области. В 2010 году было введено в действие 34 891 м² жилья.
Муниципальная целевая программа «Развитие жилищного строительства на территории МО „Котлас“ на 2006—2010 годы» предусматривает
- развитие внебюджетного строительства;
- предоставление субсидий на приобретение жилья молодым семьям;
- приобретение благоустроенного жилья инвалидам и участникам ВОВ;
- долевое участие в строительстве жилья для сноса и расселения из ветхого и аварийного жилищного фонда.
- предоставление субсидий отдельным категориям граждан (работники областных государственных и муниципальных учреждений), признанных в установленном порядке нуждающимися в жилых помещениях, при приобретении (строительстве) жилья.

Возможности точечного строительства в городе практически исчерпаны, необходим переход к комплексной застройке новых районов. На территории муниципального образования нет подготовленных строительных площадок для массового жилищного строительства, большинство имеющихся площадок требуют значительных капитальных вложений на обустройство инженерной инфраструктурой, строительство дорог, школ, детских садов, спортивных сооружений. Строительство объектов инженерной инфраструктуры ведётся в соответствии с муниципальной программой «Строительство объектов социальной и инженерной инфраструктуры муниципального образования „Котлас“ на 2009—2011 годы».
Генеральным планом города Котласа, утверждённым в 2009 году, предусмотрена комплексная многоэтажная застройка 6, 7, 10, 11 кварталов южного микрорайона и малоэтажная застройка в 8 и 13 кварталах. Жилищное строительство до 2012 года планируется в основном в 6 и 7 кварталах, проектная жилая площадь этих кварталов составляет 100 тысяч м². Одной из важнейших проблем жилой застройки в южном микрорайоне является невозможность присоединения строящихся объектов к электроустановкам «Котласских электросетей».
- ООО «Котласский завод силикатного кирпича» производит кирпич и другие стройматериалы. В 2002 году был взят в аренду[26], а потом выкуплен предпринимателем А. В. Палкиным, крупнейшим котласским застройщиком[27]. С тех пор объёмы производства постоянно растут[24].

## Жилищно-коммунальное хозяйство

### Жилой фонд

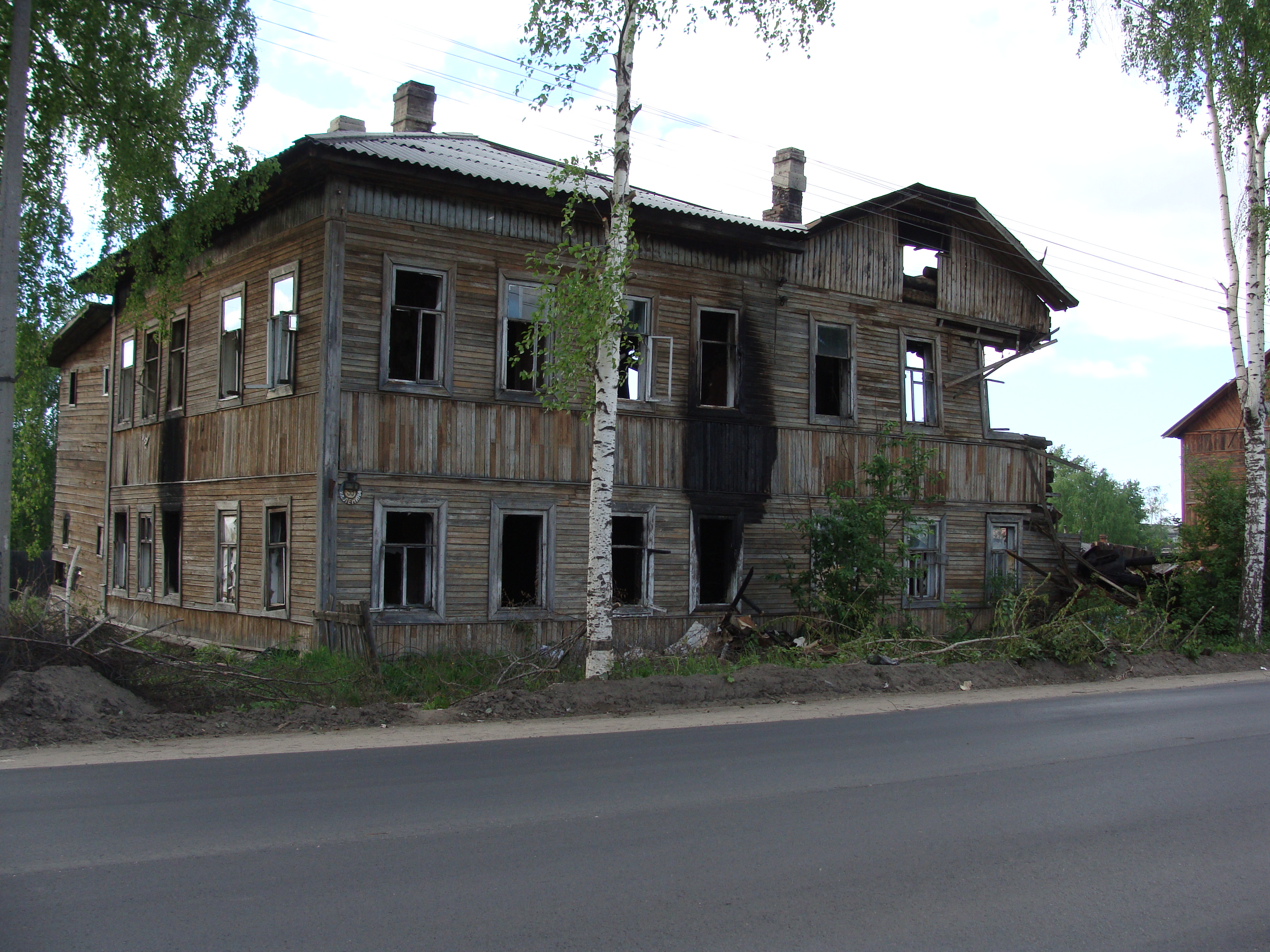
Деревянный жилой дом после пожара

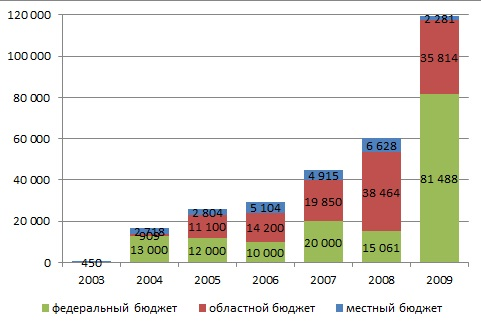
Источники финансирования строительства жилья для переселения населения из ветхого и аварийного жилищного фонда

На 1 января 2009 года жилой фонд муниципального образования состоял из 1300 многоквартирных домов общей площадью 1,4 млн м², из них 10 % управляются ТСЖ.
В 2008 году 22 % жилого фонда составляло ветхое и аварийное жильё, в основном это деревянные бараки, построенные ранее 1960 года. На 1 июня 2009 года непригодными для проживания были признаны 23 дома (195 квартир). С 2005 года ведётся строительство социального жилья для замещения ветхого фонда. Администрация муниципального образования активно участвует в областных и федеральных программах финансирования строительства, что позволяет при минимальных затратах из городского бюджета поддерживать высокие темпы строительства. В рамках целевых программ в 2009 году было построено 79 квартир для переселения жителей аварийных домов.

### Коммунальное хозяйство
Жилищный фонд и объекты социальной сферы обеспечены теплоснабжением от 28 котельных, работающих на природном газе и каменном угле. Часть новых домов имеют автономную систему отопления. Доля газификации населённых пунктов — 77,7 % (на 1.01.2010).
Водоснабжение организовано в 88 % жилого фонда. Городские водопроводные сети имеют длину 119,4 км и средний физический износ 74 %. Основной источник водоснабжения Котласа — река Лименда, в посёлок Вычегодский протянут водопровод из Коряжмы, техническая вода берётся из реки Старицы.
Канализацией охвачено 84 % жилого фонда, длина канализационных сетей 77,7 км, износ — 64 %. Ливневая канализация практически отсутствует, дождевые воды сбрасываются в реку.
Действуют целевые программы по капитальному ремонту жилых домов, строительству инженерной инфраструктуры.

## Потребительский рынок
Оборот розничной торговли в 2009 году составил 5,25 млрд руб, что на 41 % выше показателя 2007 года. При этом доля малого бизнеса выросла с 73 % до 85 %. Оборот общественного питания в 2009 году — 215 млн руб (+60 % к 2007 году), доля малого бизнеса за этот период увеличилась с 61 % до 79 %. В сопоставимых ценах по сравнению с 2008 годом оборот розничной торговли уменьшился на 5,1 %, общественного питания — на 4,9 %.
В 2010 году оборот розничной торговли составил 5,93 млрд руб (85 % — малый бизнес), общественного питания — 226,5 млн руб.

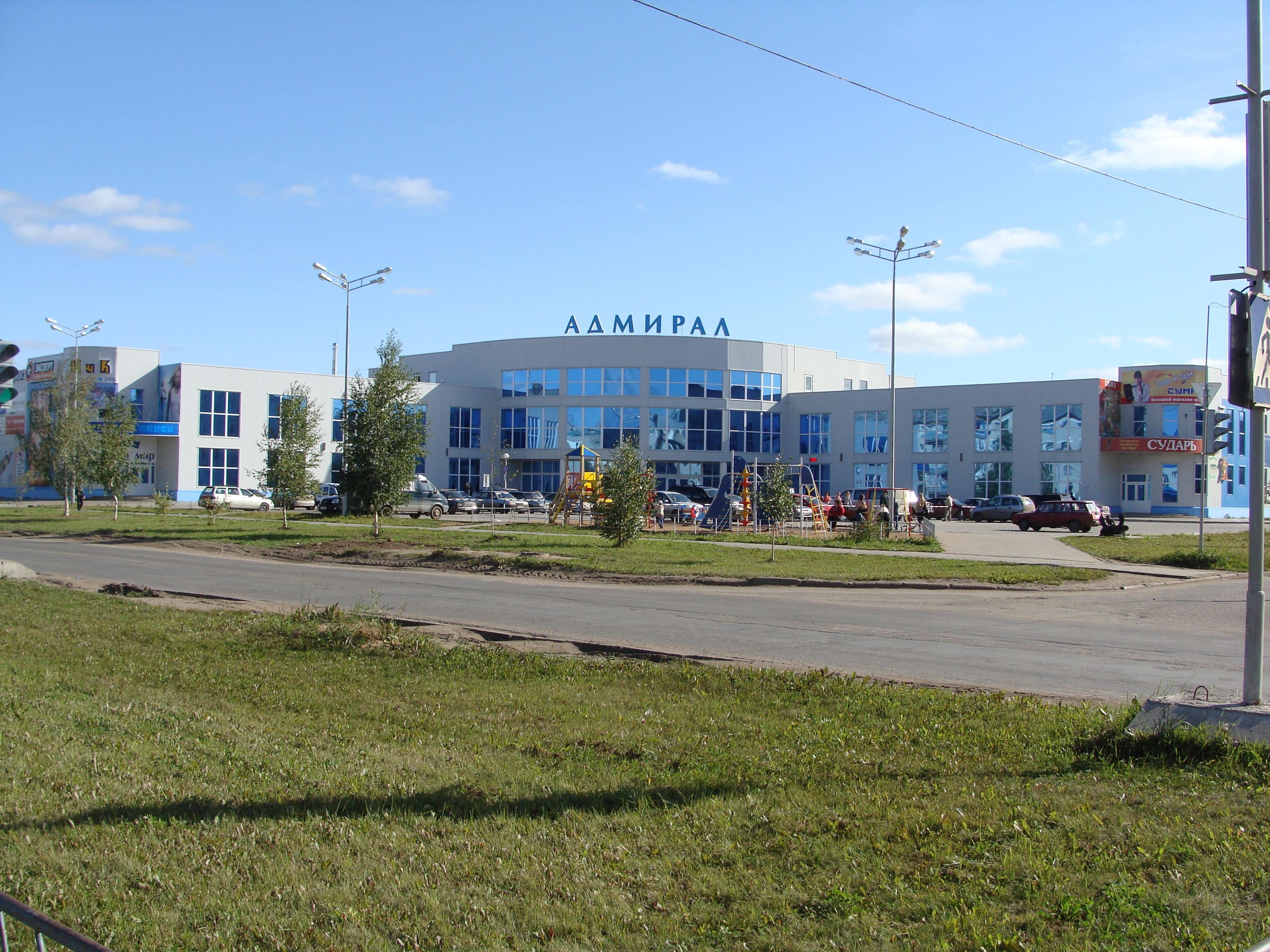
Торговый центр «Адмирал»

На 1 января 2010 года на территории муниципального образования было зарегистрировано 412 магазинов (в том числе 145 продовольственных, 227 промтоварных, 40 со смешанным ассортиментом), 1 крытый рынок, 37 предприятий оптовой торговли, 55 объектов мелкой розницы. В 2007 году открылся первый торговый центр «Адмирал».В 2012 открылся торговый центр Кристалл.В 2013 году откроется торговый центр Столица.
В сфере платных услуг преобладают жилищно-коммунальные (70,8 %), образовательные (11,9 %), медицинские (8,4 %) услуги. Сфера услуг в городе развита недостаточно, это касается и бытовых, и специализированных её областей. Активно развиваются малые предприятия, предоставляющие риэлторские, медицинские, образовательные, культурные и спортивные услуги, открываются новые салоны красоты, ателье и мастерские по пошиву и ремонту одежды, химчистки.